# Landschapspark van de Oostelijke Jeker
Het Landschapspark van de Oostelijke Jeker (ook wel, naar het centrale gebied in het park: Landschapspark "De Kevie" genoemd) is een gebied van ongeveer 200 ha dat zich bevindt tussen Tongeren en Mal en dat wordt beheerd door Natuurpunt.
Het gebied, dat op een hoogte van ongeveer 80 meter ligt, bevindt zich in de vallei van de Jeker, die zich in het westelijke deel van het gebied nog in twee armen vertakt.
Het park wordt vooral door moerassige laagten gekenmerkt en omvat rietlanden, hooilanden, elzenbroekbossen en dergelijke. Het bestaat uit de volgende delen:
- De Kevie, het centrale deel
- De Beemden, in het westelijk deel
- Het Hardel, in het noorden
- De Meersen, in het oosten

In het gebied is een viertal gemarkeerde wandelroutes uitgezet.